# William Charles Osman Hill
Aquest autor és citat en taxonomia animal amb el nom «Osman».
William Charles Osman Hill (13 de juliol de 1901 – 25 de gener de 1975), va ser un anatomista i primatòleg britànic, i una autoritat del segle xx, en l'anatomia dels primats. És més conegut per la seva, gairebé completa, sèrie de vuit volums, Primates: Comparative Anatomy and Taxonomy, la qual cobreix tot els primats vivents i extints coneguts a la seva època, amb tot detall i il·lustracions, fetes per la seva dona, Yvonne. Escolaritzat al King Edward VI Camp Hill de Birmingham i a la Universitat de Birmingham, va arribar a publicar 248 treballs i a acumular una vasta col·lecció de primats, que actualment es troben al Royal College of Surgeons of England.

## Vida

### Primers anys i educació
William Charles Osman Hill va néixer el 13 de juliol de 1901. Va rebre les seves primeres lliçons al King Edward VI Camp Hill a Birmingham, i posteriorment es va graduar a la Universitat de Birmingham. Mentre es trobava a l'escola de medicina, també a la Universitat de Birmingham, va guanyar tres premis d'estudiant jove i la beca Ingleby d'obstetrícia. Va obtenir el seu primer grau acadèmic de medicina el 1924, i el mateix any va assumir el càrrec de professor de zoologia. Osman Hill va obtenir el seu doctorat amb medicina amb honors el 1925. També va obtenir la llicenciatura en medicina i ser anomenat membre del Royal College of Surgeons, mentre era a l'escola de medicina.

### Carrera professional
Després de la seva graduació, Osman Hill va seguir exercint de professor a la Universitat de Birmingham com a aprenent fins al 1930, canviant la zoologia per l'anatomia. El 1930, la seva carrera va fer un gir, quan es va traslladar a Sri Lanka, aleshores coneguda amb el nom de Ceilan, per esdevenir catedràtic i professor d'anatomia del Col·legi Mèdic de Ceilan (més recentment anomenat Facultat de Medicina de la Universitat de Colombo o Escola Mèdica de Colombo). La seva posició li va permetre dedicar-se a estudis antropològics del poble Wanniyala - aetto (en català, els éssers de la selva) i d'anatomia comparada dels primats. Durant aquests anys, va començar a desenvolupar un zoo privat d'espècies exòtiques i natives, format principalment per primats i lloros. A més, la col·lecció incloïa diverses espècies de cacatua (familia Cacatuidae), lloros esparverencs (Deroptyus accipitrinus), lloros eclèctics (Eclectus roratus), tortugues estrellades (del gènere Geochelone), tortugues lleopard (Geochelone pardalis), tortugues de les Galápagos (Chelonoidis nigra) i mangostes vermelles de l'Índia (Herpestes smithii). Osman Hill va romandre a Ceilan durant 14 anys, retornant al Regne Unit després de ser anomenat professor adjunt d'antropologia de la Universitat d'Edimburg el 1945. Després de deixar Ceilan, el seu zoo privat va ser dividit entre els zoos de Londres i Colombo.
Cinc anys després (1950), va esdevenir Prosector de la Societat Zoològica de Londres, on va estar durant 12 anys. Quan va deixar el zoo de Londres el 1962, l'antic prosectorium que havia estat la seva oficina va ser tancat, molts espècimens biològics van ser descartats, i l'era dels anatomistes al zoo de Londres, que havia començat a l'època de Richard Owen, va arribar al final. Entre 1957 i 1958, Osman Hill va estar com a convidat a l'Emory University a Atlanta, Geòrgia. Posteriorment, la primatòloga Jane Goodall va estudiar el comportament dels primats sota la seva supervisió, en preparació dels seus estudis sobre ximpanzés en estat salvatge. El 1962, va ser contractat com a Director Adjunt del Yerkes National Primate Research Center (YNPRC), a Atlanta, després d'haver estat rebutjat com a Director.
La Royal Society of Edinburgh el va honorar com a membre el 1955, i per la seva contribució a la ciència li va atorgar la Medalla d'Or i el Premi Macdougal-Brisbane. Quan es va retirar del YNPRC el 1969, el Royal College of Surgeons of England el va nomenar Fiduciari del Hunterian Museum. Després de retirar-se, Osman Hill va dividir el seu temps entre la seva casa de Folkestone i el seu treball a la Universitat de Torí. El seu treball incansable en anatomia, només va acabar durant les etapes finals de la seva malaltia terminal, després del seu agreujament durant tres anys, i de patir diabetis.

## Publicacions
Durant la seva carrera, Osman Hill va escriure 248 treballs, tots ells articles de revistes científiques o capítols de llibres, basats principalment en les seves pròpies observacions. El seu primer article, que parla de l'anatomia comparada del pàncrees, va ser publicat el 1926. Tots els seus treballs, els quals va continuar publicant fins a l'any de la seva mort, se centraven en l'anatomia i el comportament d'humans, primats i altres mamífers.
Osman Hill és principalment conegut per haver escrit l'obra Primates: Comparative Anatomy and Taxonomy, una sèrie de vuit volums que pretenia incloure tots els primats vivents i extints. Publicada per la Universitat d'Edimburg entre 1953 i 1974, la sèrie va ser la culminació de 50 anys de recerca i del pensament científic. Cada volum, començant pels estrepsirrinisns, cobria els seus subjectes exhaustivament, incloent-hi nomenclatura científica i nativa, estructura anatòmica, genètica, comportament i paleontologia. Els llibres van ser il·lustrats amb fotografies i dibuixos, molts dels quals van ser fets per la seva dona, Yvonne. La sèrie era coneguda per la seva amplitud i fondària, encara que mai es va acabar. Projectada com un conjunt de nou volums, Osman Hill va morir el 1975, deixant sense acabar la seva gran obra. Amb 5 capítols de l'últim volum escrits, inclòs material taxonòmic i la major de l'anatomia dels langurs, es va creure que la seva vídua podria continuar el treball i publicar-lo. No obstant això, ella va morir un any més tard.
Aquesta sèrie monogràfica sovint rebia elogis pel seu contingut enciclopèdic, encara que també era criticada per les ocasionals omissions, errors, i la manca especificitat.

### Selecció d'obres
Els vuit volums pels quals és més conegut Osman Hill són:
- Primates Comparative Anatomy and Taxonomy (1953–1974)
  - Osman Hill, W. C.. Primates Comparative Anatomy and Taxonomy I—Strepsirhini.  Edinburgh University Press, 1953 (Edinburgh Univ Pubs Science & Maths, No 3).
  - Osman Hill, W. C.. Primates Comparative Anatomy and Taxonomy II—Haplorhini: Tarsioidea.  Edinburgh University Press, 1955 (Edinburgh Univ Pubs Science & Maths, No 3b).
  - Osman Hill, W. C.. Primates Comparative Anatomy and Taxonomy III—Pithecoidea Platyrrhini, 1957 (Edinburgh Univ Pubs Science & Maths, No 3c).
  - Osman Hill, W. C.. Primates Comparative Anatomy and Taxonomy IV—Cebidae, Part A, 1960 (Edinburgh Univ Pubs Science & Maths, No 3d).
  - Osman Hill, W. C.. Primates Comparative Anatomy and Taxonomy IV—Cebidae, Part B, 1962 (Edinburgh Univ Pubs Science & Maths, No 3e).
  - Osman Hill, W. C.. Primates Comparative Anatomy and Taxonomy VI—Catarrhini Cercopithecoidea: Cercopithecinae, 1966 (Edinburgh Univ Pubs Science & Maths, No 3f).
  - Osman Hill, W. C.. Primates Comparative Anatomy and Taxonomy VII—Cynopithecinae (Cercocebus, Macaca, Cynopithecus), 1974 (Edinburgh Univ Pubs Science & Maths, No 3g).
  - Osman Hill, W. C.. Primates Comparative Anatomy and Taxonomy VIII—Cynopithecinae (Papio, Mandrillus, Theropithecus), 1970 (Edinburgh Univ Pubs Science & Maths, No 3h).

Vet ací una llista d'altres publicacions escrites per Osman Hill entre 1926 i 1974.
- Osman Hill, W. C.; Phillips, W. W. A. «A new race of slender loris from the highlands of Ceylon». Ceylon Journal of Science (B), vol.17, 1932, pàg. 109–122.
- Osman Hill, W. C. «A monograph of the genus Loris, with an account of the external, cranial and dental characters of the genus: A revision of the known forms; And the description of a new form from Northern Ceylon». Ceylon Journal of Science (B), vol.18, 1933, pàg. 89–132.
- Osman Hill, W. C. «A monograph on the purple-faced leaf-monkeys (Pithecus vetulus)». Ceylon Journal of Science (B), vol.19, 1934, pàg. 23–88.
- Osman Hill, W. C. «The slender loris of the Horton Plains, Ceylon. Loris tardigradus nycticeboides subsp, nov». Journal of the Bombay Natural History Society, vol.43, 1942, pàg. 73–78.
- Osman Hill, W. C. «The highland macaque of Ceylon». Journal of the Bombay Natural History Society, vol.43, 1942, pàg. 402–406.
- Osman Hill, W. C. «Notes on the Dissection of Two Dugongs». Journal of Mammalogy, vol.26, n.2, 1945, pàg. 153–175.
- Osman Hill, W. C.; Rewell, R. E. «The caecum of primates.—Its appendages, mesenteries and blood supply». The Transactions of the Zoological Society of London, n.26, 1948, pàg. 199–256.
- Osman Hill, W. C. «The external and visceral anatomy of the Olive Colobus Monkey (Procolobus verus)». Proceedings of the Zoological Society of London, n.122, 1952, pàg. 127–186.
- Osman Hill, W. C. «Note on the taxonomy of the genus Tarsius». Proceedings of the Zoological Society of London, n.123, 1953, pàg. 13–16.
- Osman Hill, W. C. «Caudal cutaneous specializations in Tarsius». Proceedings of the Zoological Society of London, n.123, 1953, pàg. 17–26.
- Osman Hill, W. C.; Davies, D. V. «The reproductive organs in Hapalemur and Lepilemur». Proceedings of the Royal Society of Edinburgh (B), vol.65, 1954, pàg. 251–270.
- Osman Hill, W. C.; Davies, D. V. «The heart and great vessels in the Strepsirhini». Transactions of the Royal Society of Edinburgh, vol.63, n.1, 1956, pàg. 115–127.
- Osman Hill, W. C.; Booth, A. H. «Voice and larynx in African and Asiatic Colobidae». Journal of the Bombay Natural History Society, vol.54, 1957, pàg. 309–321.
- Osman Hill, W. C.. «Pharynx, oesophagus, stomach, small and large intestine. Form and position». A: Hofer, H.; Schultz, A. H.; Starck, D. Primatologia. vol.3.  Basel: Karger, 1958, p. 139–207.
- Osman Hill, W. C.. «External genitalia». A: Hofer, H.; Schultz, A. H.; Starck, D. Primatologia. vol.3.  Basel: Karger, 1958, p.630–704.
- Osman Hill, W. C. «The Anatomy of Callimico goeldii (Thomas): A Primitive American Primate». Transactions of the American Philosophical Society, vol.49, n.5, 1959, pàg. 1–116.
- Osman Hill, W. C.. Evolutionary Biology of Primates.  Academic Press, 1972, p. 233. ISBN 978-0-12-528750-0.
- Osman Hill, W. C. «Taxonomic status of the Macaques Macaca mulatta Zimm. and Macaca irus Cuvier (= M. fascicularis Raffles)». Journal of Human Evolution, vol.1, n.1, 1972, pàg. 49–72.

## Estudis criptozoològics
El 1945, Osman Hill va publicar un article amb el títol "Nittaewo—An unsolved problem of Ceylon", en el qual especulava que una història tradicional dels Vedda de Sri Lanka sobre humanoides nans salvatges, anomenats Nittaewo, podria haver-se referit a una espècie aïllada d'Homo erectus, aleshores coneguda com a Home de Java o Pithecanthropus. Osman va anar més enllà i va suggerir que l'Homo erectus podria també encaixar en la descripció de l'elusiu i més ben conegut críptid anomenat Orang pendek, de Sumatra. Va donar suport a la seva, actualment descartada, hipòtesis assenyalant diverses semblances compartides per les dues illes, entre les quals incloïa la fauna.
A la dècada de 1950, va estudiar fotografies d'una relíquia del monestir de Pangboche, al Nepal, anomenada la Mà de Pangboche, la qual es deia que era la mà d'un ieti, i va decidir que pertanyia a un simi desconegut. No obstant això, després que uns ossos de la relíquia fossin trets del Nepal de contraban, i li fossin portats a ell per a la seva anàlisi, va concloure que no pertanyien a un ésser humà. Segons els informes, va canviar d'opinió més tard i va declarar que els ossos pertanyien a un Neanderthal. El 1961, Osman Hill va publicar un article amb el títol "Abominable snowmen: The present position". Després d'examinar les proves disponibles en aquells temps, ell i altres investigadors van decidir que malgrat que el Yeti encara podia existir, les proves no eren concloents. Amb el temps, va perdre interès en l'assumpte per la manca de noves proves.
Basant-se en els seus estudis dels resultats d'una expedició del març de 1960, Osman Hill va concloure que "Ufiti" (un mico no descrit, trobat als boscos de Bili), era un ximpanzé gran. Citant informes més antics dels ximpanzés dels boscos densos de Malawi, va suggerir que representava una subespècie de ximpanzé per descobrir, més similar al ximpanzé occidental (Pan troglodytes verus), tot i trobar-se més a prop del ximpanzé oriental (Pan troglodytes schweinfurthii).

## Llegat
Today we think that structure cannot be divorced from function; anatomists have become physiologists, physiologists biochemists, and biochemists physicists; anatomy probes the sub-molecular. However, our modern world was soundly built on the foundations laid by men such as Osman Hill, and men such as he still fill an important role.
Osman Hill és recordat com a "distingit anatomista", "eminent primatòleg", i la primera autoritat en anatomia de primats del seu temps. No obstant això, ell no es considerava un primatòleg, sinó més aviat relacionat amb els anatomistes i naturalistes de la vella escola, que estudiaven el món biològic complet i consideraven les seves pròpies observacions i enregistraments com a suficients. Per a aquests fins, utilitzava la seva curiositat i el seu ampli coneixement d'història natural.
Osman Hill va ser recordat per la seva habilitat en la dissecció, i va destacar per la seva habilitat en fer ràpids però precisos dibuixos, de les característiques anatòmiques que revelava el seu bisturí. També és recordat pel seu treball com un "investigador conscienciós", metge i antropòleg. Dues espècies li deuen el seu nom en el seu honor: Lophocebus Osmani i Lycodon osmanhilli. La Primate Society of Great Britain atorga la Medalla Osman Hill en el seu honor. El premi s'atorga cada dos anys en reconeixement de contribucions destacades en el camp de la primatologia. El premi s'atorga cada dos anys per distingir contribucions a la primatologia.
És responsable de la descripció de les següents subespècies:
- Varecia variegata editorum,[23] subespècie de lèmur de collar (1952)
- Macaca sinica opisthomelas,[24][25] subespècie de macaco de còfia (1942)
- Loris tardigradus nycticeboides,[26][27] subespècie de loris esvelt vermell (1942)
- Loris lydekkerianus grandis[28][29] i Loris lydekkerianus nordicus,[30][31] subespècies de loris esvelt gris (1933).

La seva vasta col·lecció d'espècimens de primats, que incloïa teixits i esquelets, es conserva al Royal College of Surgeons of England.

## Vida personal
The loss of a friend is always saddening, but when this friend was also a teacher of science and life our appreciation, for the knowledge with which we were enriched by him, enhances our sorrow beyond words.
Osman Hill es va casar amb Yvonne Stranger el 1947. Yvonne, única filla del diputat Innes Harold Stranger, va ser no només la seva devota esposa, sinó també una col·laboradora i il·lustradora dels seus treballs.
La parella va preferir rodejar-se d'un petit i molt unit grup d'amics, i els sopars que els oferient incloïen els millors vins i plats exòtics, com l'estofat de pitó. Yvonne va morir prop d'un any després que el seu marit.
Osman Hill va ser descrit en una memòria publicada el 1981 a la International Journal of Primatology com una persona "petita i rotunda, amb ulls blaus brillants, un caràcter tranquil, i un fort sentit de l'humor". Va ser particularment recordat pel seu afany a ajudar els joves investigadors. Al Journal of Medical Primatology va ser descrit com un "company entretingut amb un enginy ràpid i viu". En una altra memòria, publicada al Journal of Anatomy el 1975, va ser descrit com amistos i tolerant, així com "un home alegre, vigorós, de cultura humana, amb humor i bons sentiments natural cap als que es crien a les províncies: un bon anglès." Va ser conegut per valorar als ciutadans senzills i als acadèmics, i tenir poc respecte per aquells que "aspiraven a la monarquia". A Yerkes, a Atlanta, alguns membres del personal el veien com "l'arquetip de cavaller erudit anglès que considerava als de les 'colonies' un esglaó per sota dels britànics".
Al Who's Who, Osman Hill tenia l'ornitologia, la botànica, la fotografia, i els viatges com a les seves distraccions. Altres interessos casuals incloïen les gelateries, el bon menjar, els edificis antics, i la jardineria amb la seva dona.